# Ламия (город)
Лами́я (греч. Λαμία) — город в Греции, административный центр одноимённой общины, периферийной единицы Фтиотида и периферии Центральная Греция. Расположен на двух холмах на высоте 100 метров над уровнем моря, к юго-западу от хребта Отрис, на левом берегу Сперхиоса, близ залива Малиакос Эгейского моря, в 180 километрах к северо-западу от Афин. Площадь 56,211 км². Население 52 006 человек по переписи 2011 года.
Город является крупным транспортным узлом. В городе находится железнодорожная станция «Ламия» линии Лианокладион — Стилис. Севернее Ламии у села Каламакион находится узкий проход (φούρκα) на северо-запад в Фессалию. По восточной окраине города проходит национальная дорога 3 Левадия — Лариса. Национальная дорога 38 связывает Ламию с Карпенисионом. Юго-восточнее проходит Автострада 1 Пирей — Афины — Салоники — Эвзони.
Центр крупного сельскохозяйственного региона с плодородными землями и развитым животноводством. В Ламии указом греческого правительства основан Университет Центральной Греции в апреле 2003 года. В Ламии находится Школа наук (Σχολή Θετικών Επιστημών) Университета Фессалии.
В Ламии находится кафедра Фтиотидской митрополии (Ιερά Μητρόπολη Φθιώτιδος) Элладской православной церкви, митрополит Николай (Протопапас) (1996). Титулярная епархия Католической церкви.

## История
Основан в V веке до н. э. По преданию город основал Лам, сын Геракла и Омфалы, либо Ламия, царица Трахинии. Ламия была подвластна царю Ахиллу. С 413 года до н. э. был столицей Малиды. Был сильно укреплён. Сохранились руины укреплений. При царе Филиппе II (359—336 до н. э.) попала под влияние Македонии. Вокруг Ламии вспыхнула Ламийская война (323—322 до н. э.) между макемодянами под командованием Антипатра и афинянами, в которой погибли афинский полководец Леосфен и Леоннат, этер Александра Македонского. Зимой 323/322 года до н. э. греческие войска осаждали город. Во время нашествия галлов (280 до н. э.) входил в Фессалийский союз, затем — в Этолийский союз. Историк Деметрий из Каллатиса (около 200 до н. э.) сообщает о землетрясении, которое разрушило город до основания. В 209 году до н. э. Филипп V Македонский в ходе Первой Македонской войны дважды разбил предводителя этолийцев Пиррия в первой и второй битвах при Ламии. В 190 году до н. э. завоеван римлянами, после чего пришёл в упадок. В византийский период построена крепость, в которую были включены стены древнего города. В VIII веке назван Зейтун(и) (Зитуни(й), тур. Zeytun, греч. Ζητούνι, Ζητούνιον ή Ζεϊτούνιον) от праславянского žito «жито», название сохранялось до создания в 1832 году независимой Греции. В период Франкократии город был частью Афинского герцогства. Освобождён от османского владычества в 1832 году, в том же году возвращено городу древнее название.
В 1970-е годы в городе существовали предприятия по переработке табака и хлопка, а также производству ковров.

## Археологический музей Ламии
Археологический музей Ламии расположен на первом этаже казармы, построенной при Оттоне I внутри стен византийской крепости на месте древнего акрополя, существовавшего с V века до н. э. Здание казармы использовалось до Второй мировой войны. В 1871 году здание было разрушено при взрыве пороховой бочки. В 1973 году министерство обороны передало здание министерству культуры. В 1984 году община Ламия начала ремонт и 25 сентября 1994 году был открыт музей.

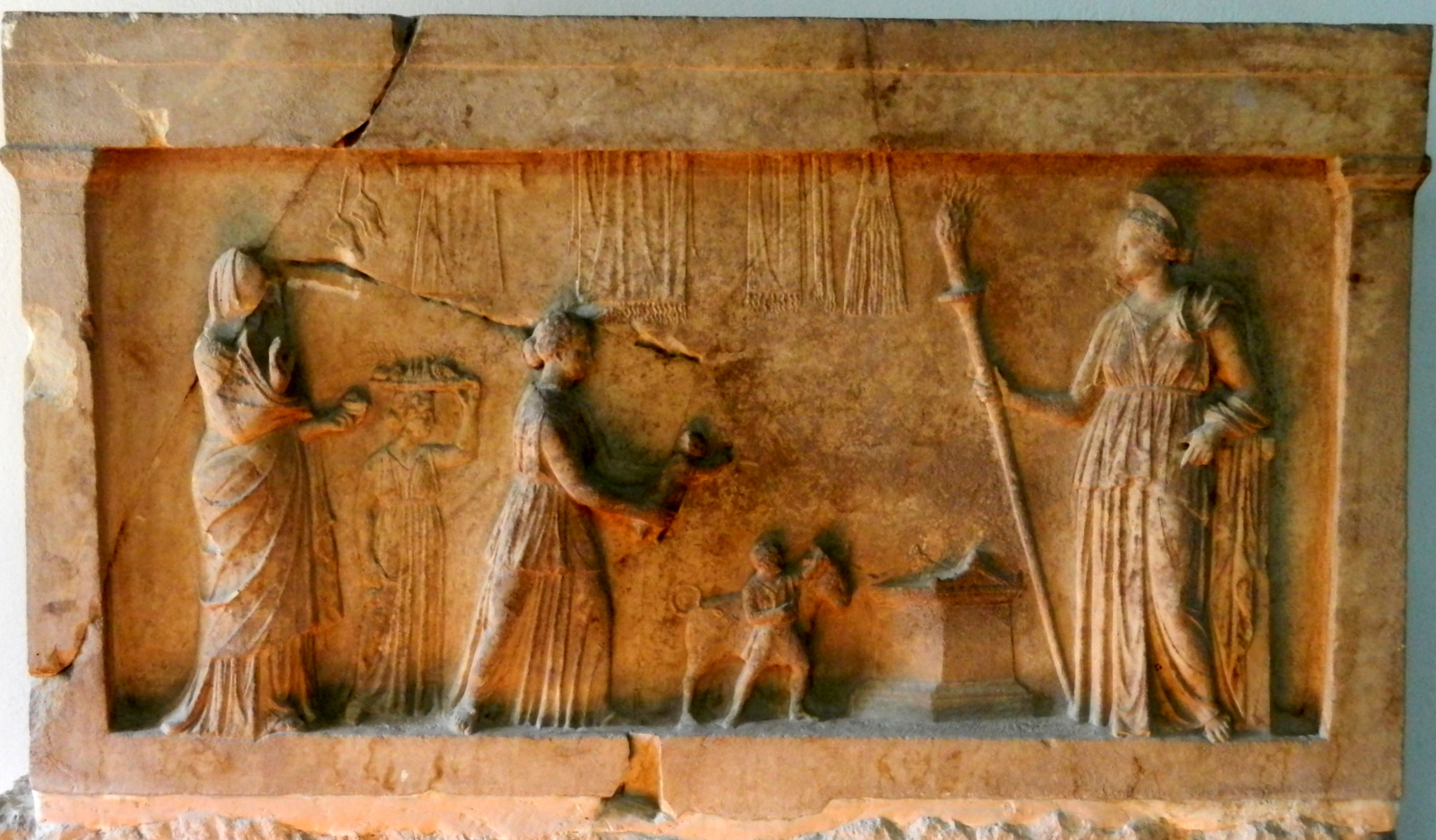
Мраморное изображение Артемиды-Илифии из Эхина. Конец IV века до н. э. Археологический музей Ламии

Важным является мраморное изображение Артемиды-Илифии из Эхина (конец IV века до н. э.), относящееся к школе Праксителя.

## Население
| Год  | Население, человек |
| ---- | ------------------ |
| 1991 | 47 119             |
| 2001 | 50 551             |
| 2011 | ↗ 52 006           |